# بیدارشدن از شبکه

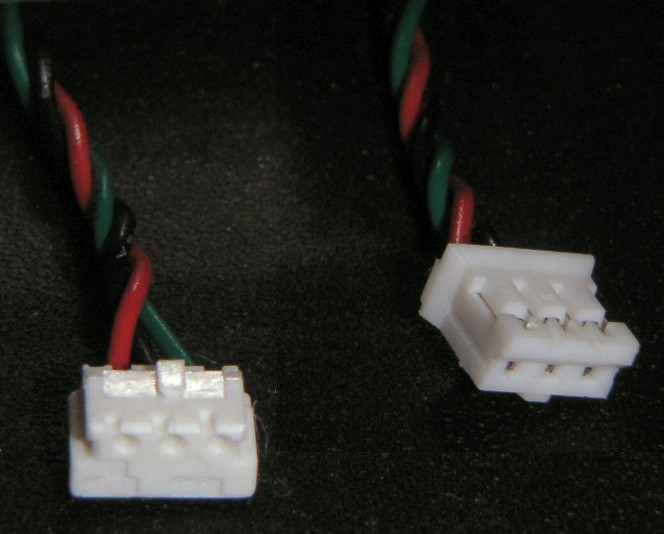
کابل مخصوص wake-on-LAN

بیدار شدن از شبکه (به انگلیسی: Wake-on-LAN)، یک سیستم استاندارد شبکه است که اجازه روشن یا همان بیدار شدن را با یک پیغام شبکه به کامپیوتر می‌دهد. این پیغام معمولاً توسط یک برنامه ساده بر روی سیستمی دیگر روی همان شبکه محلی ارسال می‌شود. بیدار شدن از شبکه یا همان Wake-on-LAN را به اختصار WOL نیز می‌نامند.
در مواردی که رایانه باید توسط شبکه وای‌فای بیدار شود، می توان از بسته‌هایی موسوم به Wireless Multimedia Extensions یا WMM برای فرستادن پیغام استفاده نمود. نام دیگر این روش بیدار کردن از طریق وایرلس Wake on Wireless LAN یا WoWLAN می‌باشد. این روش در پیاده سازی‌های قدیم وجود نداشته است.

## سیستم مورد نیاز
بیدار شدن از شبکه بایستی روی مادربورد جاسازی شده باشد و معمولاً به سیستم‌عامل نصب شده روی سخت‌افزار بستگی ندارد، اگرچه گاهی اوقات سیستم‌عامل‌ها نیز کنترل این امر را می‌توانند به دست بگیرند. اگر رابط شبکه به صورت کارتی باشد که باید به مادربورد متصل شود، ممکن است کارد با کابل به مادربورد وصل شود. مادربوردهای با کارت شبکه توکار که از این استاندارد پشتیبانی می‌کنند نیاز به کابل ندارند.